# 恋愛小説
恋愛小説（れんあいしょうせつ）は、異性間もしくは同性間での恋愛を主題とした小説のこと。

## 概要
文学史的には、現在に伝わる、世界最古の恋愛小説は、ロンゴスのダフニスとクロエとされている。
恋愛小説の古典としては、スタンダール作『赤と黒』、ジェーン・オースティン作『高慢と偏見』、エミリー・ブロンテ作『嵐が丘』、シャーロット・ブロンテ作『ジェイン・エア』、ゲーテ作『若きウェルテルの悩み』、ツルゲーネフ作『初恋』などが挙げられる。
純文学とみなされる作品も少なくないが、通俗的なものはロマンス小説 (romance novel) と称されることもある。ロマンス小説は、若者同士のどこにでもありそうな恋愛体験や事件をテーマにした小説であったり、純愛を強調した空想的なストーリーであったりすることも多い。ジュブナイル、ヤングアダルト向けの作品が多く、ありきたりなパターン、結末に終始することが多いため、ロマンス小説（または恋愛小説）といった場合、暗に安っぽいという揶揄を含んでいることがある。
そうした小説を、若い女性のひと夏の恋、海外体験、避暑地、シンデレラ・ストーリーといったパターンにはめて、消費される文学として次々に生み出し、それを1つの出版のスタイルにまでしたものもある。ハーレクイン・ロマンといわれるものがそれで、ハーレクインが発売している一連のペーパーバック本やその翻訳書が挙げられる。作家としては、バーバラ・カートランドなどがいる。また、それに類似する出版物をも含むことがある。 

## 日本
日本では、恋愛小説という言葉自体が明治時代後期から使われるようになり、大正時代初期には教育界で問題視されるようになった。このため出版界では家庭小説、少女小説といった言葉が使用されるようになった。
第二次世界大戦後、ジュブナイルの分野では、主に少女向けとして集英社コバルト文庫など、専門の文庫レーベルを刊行している出版社も現れた。オリジナル作品が多いが少女漫画・アニメの小説化もあり、さらに文庫が漫画・アニメの原作となる場合もある。